# Sintra
Sintra (portugisiska: [ˈsĩtɾɐ]
 ( lyssna)) är en småstad (portugisiska: vila) och kommun i Storstadsområdet Lissabon i Portugal.
Sintra har anor från 1100-talet och är upptagen på Unescos världsarvslista ("Sintras historiska centrum och de omgivande Sintrabergen").
Staden har 29 974 invånare (2021). Den ligger på ett 206 meter högt berg som också heter Sintra, 32 km nordväster om huvudstaden Lissabon. Andra närliggande städer är Cascais, Oeiras och Estoril.
Kommunen har 377 835 invånare (2020) och en yta på 319 km². Den gränsar i väst till Atlanten.

## Ortnamnet
Namnet Sintra antas ursprungligen komma från det germanska personnamnet Suintila.

## Freguesias
Sintra är indelat i elva freguesias:

- Agualva e Mira-Sintra
- Algueirão - Mem Martins
- Almargem do Bispo, Pêro Pinheiro e Montelavar
- Cacém e São Marcos
- Casal de Cambra
- Colares
- Massamá e Monte Abraão
- Queluz e Belas
- Rio de Mouro
- São João das Lampas e Terrugem
- Sintra (Santa Maria e São Miguel, São Martinho e São Pedro de Penaferrim)

## Kommunikationer

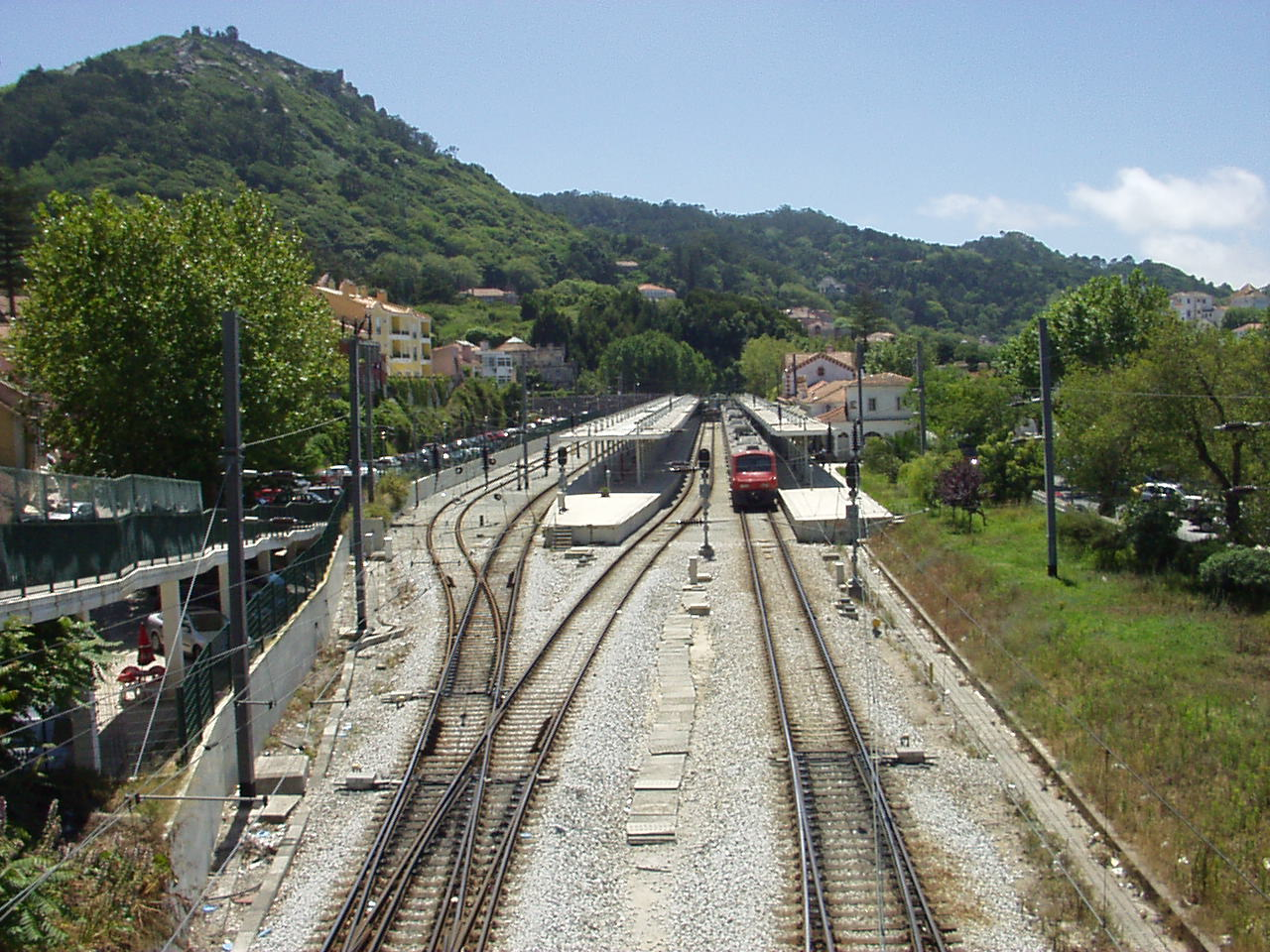
Sintras järnvägsstation.

Från järnvägsstationen i Sintra utgår tågtrafik mot två stationer i Lissabon – Rossio-stationen och Gare do Oriente.
Motorvägen A37 går nordvästerut från Buraca i Lissabon till Sintra.

## Sevärdheter
- Palácio Nacional de Sintra (Kungliga slottet; Emanuelstil; 1400-talet)
- Palácio da Pena (Penapalatset; 1850; romanticistisk stil)
- Castelo dos Mouros (Morisk fästning från 900-talet)

Staden har flera fontäner, som ursprungligen försörjde invånarna med dricksvatten. Fonte Mourisca är en kalkad arabisk fontän som uppkallades efter sina dekorationer i nymorisk stil. Ur Fonte da Sabuga kommer vattenstrålarna från ett par bröst.
På toppen av granitberget i staden ligger Castelo dos Mouros, en morisk borg från 700-talet.
Mitt i Sintras äldsta stadsdel, Sintra Vila, ligger Palácio Nacional de Sintra. Palatset känns igen genom de två koniskt formade skorstenarna och har en enkel gotisk fasad. Palatset uppfördes av Johan I i slutet av 1300-talet och blev ombyggt i början av 1500-talet.

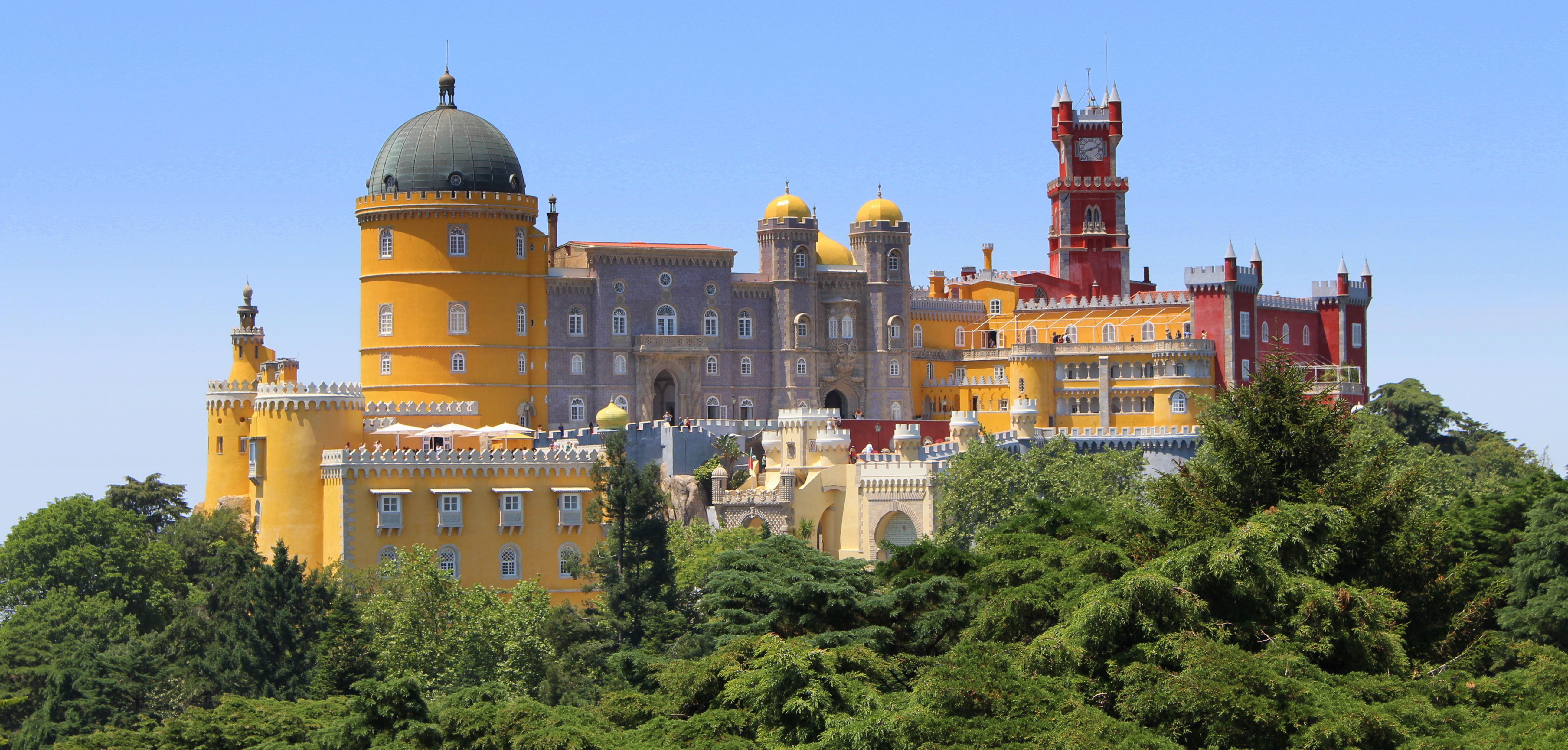
Palácio da Pena
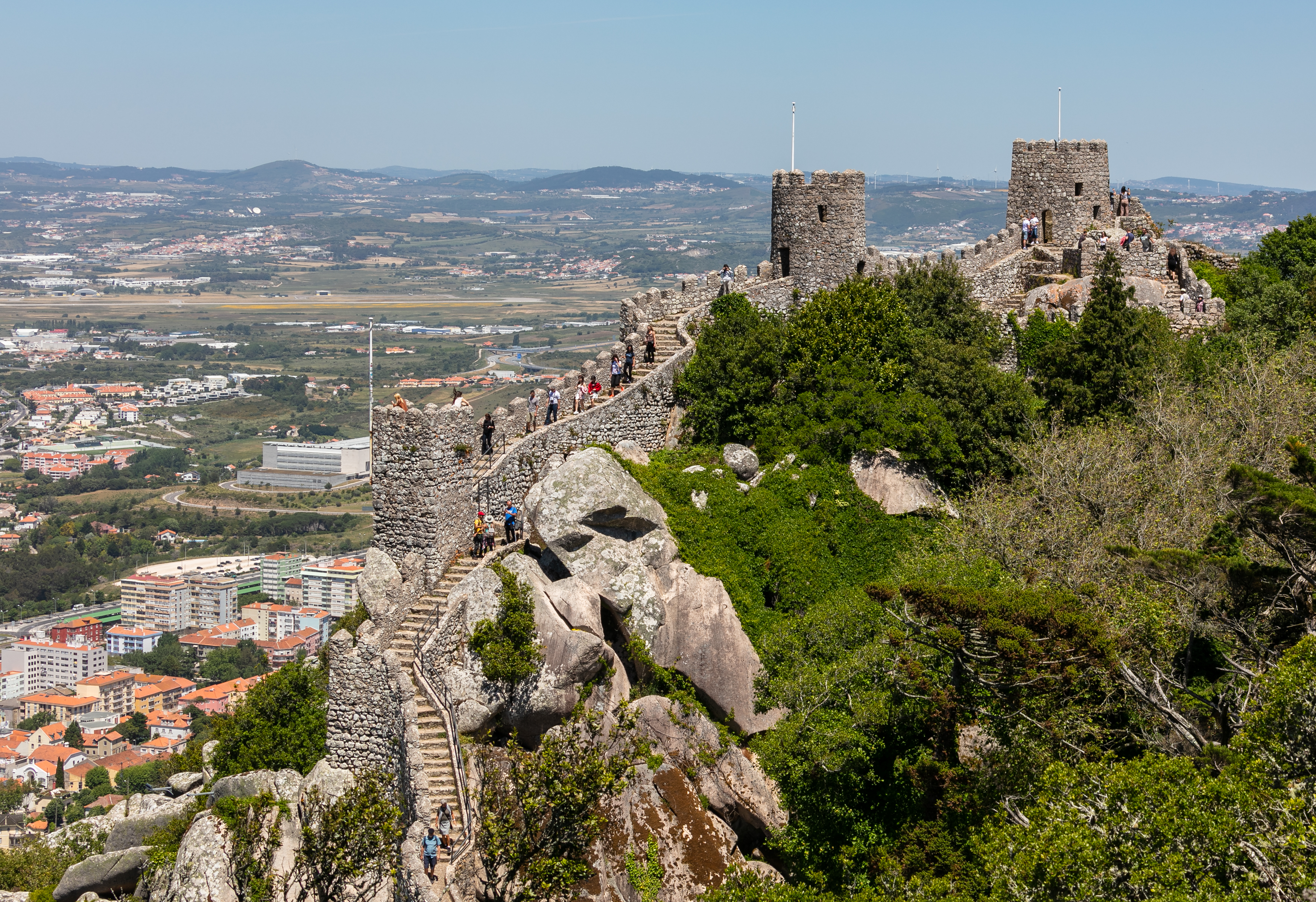
Castelo dos Mouros
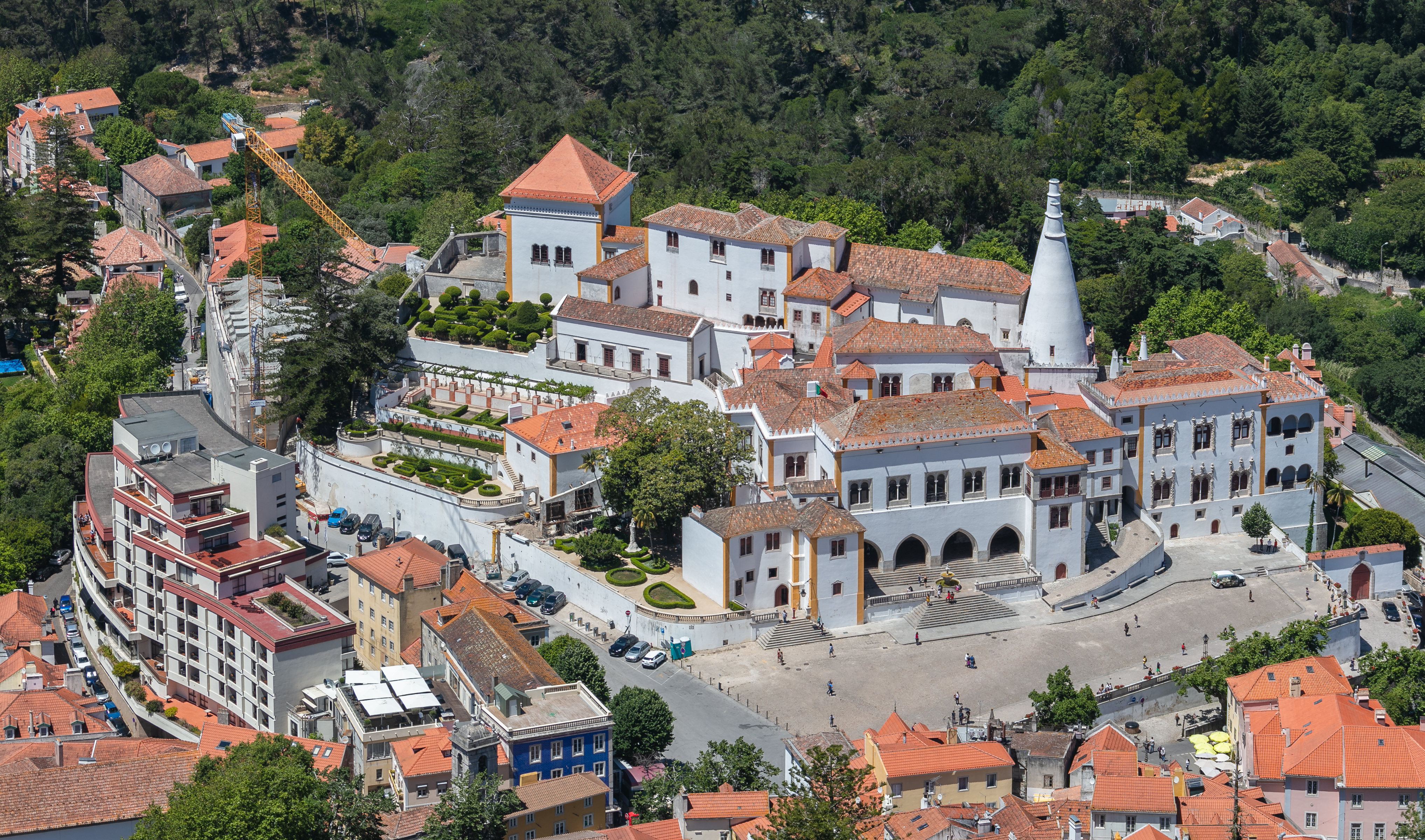
Palácio Nacional de Sintra
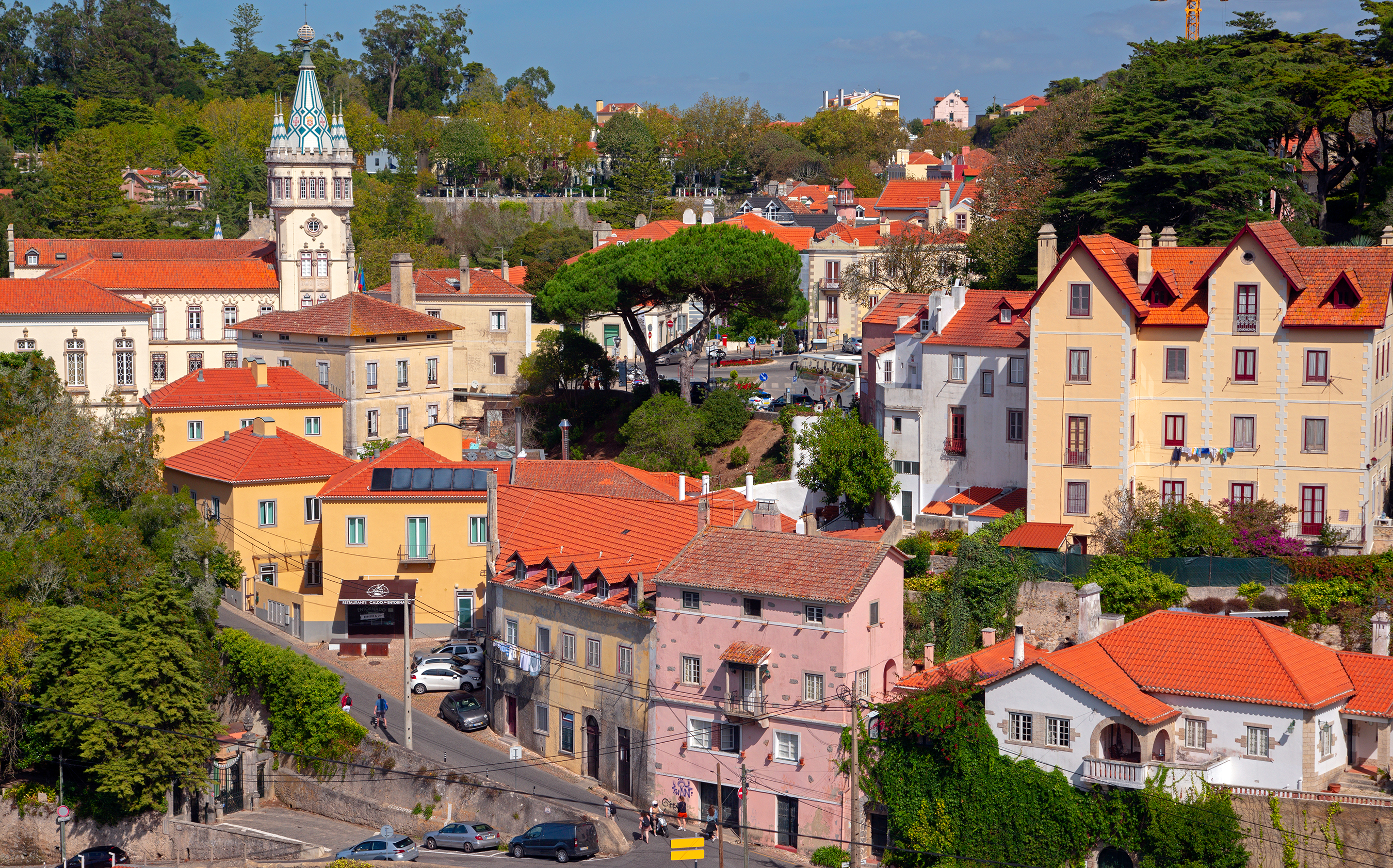
Stadens centrum

## Stadens uppdelning
Staden är uppdelad i två delar, nya och gamla Sintra. 
- Gamla Sintra är Sintras västra del, stadsdelen har bevarat sina gamla hus från slutet på 1800-talet och är ett känt turistmål. I Gamla Sintra ligger också en kyrka.
- Nya Sintra är en tiondel av Gamla Sintra i storlek, och här bor också majoriteten av invånarna. Stadsdelen är känd för sitt stora rådhus.